# Balakirev Glacier
Balakirev Glacier är en glaciär i Antarktis. Den ligger i Västantarktis. Argentina, Chile och Storbritannien gör anspråk på området. Balakirev Glacier ligger 965 meter över havet.
Terrängen runt Balakirev Glacier är huvudsakligen platt. Balakirev Glacier ligger uppe på en höjd. Trakten är obefolkad. Det finns inga samhällen i närheten.